# Aphetea robustula
Aphetea robustula är en insektsart som beskrevs av Albino Morimasa Sakakibara 1996. Aphetea robustula ingår i släktet Aphetea och familjen hornstritar. Inga underarter finns listade i Catalogue of Life.